# Vliegende Hollanders
Vliegende Hollanders is een Nederlandse televisieserie uit 2020, geregisseerd door Joram Lürsen.
De serie gaat over Anthony Fokker en Albert Plesman, twee luchtvaartpioniers die aan de wieg stonden van de burgerluchtvaart in Nederland. De serie speelt zich af tussen 1919, het jaar van de door Plesman mede georganiseerde Eerste Luchtverkeer Tentoonstelling Amsterdam, en 1939, het jaar waarin Fokker overleed. Omdat uit deze periode weinig vliegtuigen bewaard zijn gebleven is bij het maken van de serie veel gebruik gemaakt van digitale technieken.
De serie van de AVROTROS werd voor het eerst uitgezonden op 18 oktober 2020, en kreeg een aantal positieve kritieken.

## Rolverdeling
| Acteur               | Rol                                  |
| -------------------- | ------------------------------------ |
| Bram Suijker         | Anthony Fokker (jong)                |
| Fedja van Huêt       | Anthony Fokker                       |
| Steef de Bot         | Albert Plesman (jong)                |
| Daan Schuurmans      | Albert Plesman                       |
| Xander van Vledder   | Frits Fentener van Vlissingen (jong) |
| Victor Löw           | Frits Fentener van Vlissingen        |
| Aus Greidanus Sr.    | Herman Fokker                        |
| Leny Breederveld     | Anna Fokker                          |
| Sanne Samina Hanssen | Suze Plesman (jong)                  |
| Anniek Pheifer       | Suze Plesman                         |
| Ward Kerremans       | Iwan Smirnoff (jong)                 |
| Koen van der Molen   | Koene Dirk Parmentier (jong)         |
| Lykele Muus          | Koene Dirk Parmentier                |
| Frieda Barnhard      | Neeltje Langenberg (jong)            |
| Laura de Boer        | Neeltje Langenberg                   |
| Zita Téby            | Violet Austman                       |
| Hylke van Sprundel   | Cornelis van Aalst                   |

## Afleveringen
| Nr. | Aflevering | Titel         | Schrijver(s)                                               | Regisseur    | Kijkdichtheid | Uitzenddatum     | Kijkcijfers |  |
| --- | ---------- | ------------- | ---------------------------------------------------------- | ------------ | ------------- | ---------------- | ----------- |  |
| 1 | 1          | De toekomst   | Thomas van der Ree & Winchester McFly                      | Joram Lürsen | 10,1          | 18 oktober 2020  | 1.607.000   |  |
| Het jaar is 1919. Albert Plesman (Steef de Bot) vindt in Engeland een investeerder om de Eerste Luchtverkeer Tentoonstelling Amsterdam te organiseren. Het evenement is omstreden vanwege de participatie van Anthony Fokker (Bram Suijker), een vliegtuigbouwer die tijdens de Eerste Wereldoorlog vechtvliegtuigen heeft verkocht aan de Duitsers. Op de tentoonstelling kondigt Plesman zijn plannen aan om Nederlands eerste nationale burgerluchtvaartbedrijf op te richten. Hoewel het evenement succesvol is, zijn Plesmans partners huiverig om te investeren in dit bedrijf, vooral omdat Plesman een achtergrond heeft als luitenant in het leger en weinig kennis heeft van het bedrijfsleven. Plesman sluit daarop een deal met de Ministerie van Financiën: de ministerie investeert op voorwaarde dat Plesman een vliegtuig produceert dat naar Nederlands-Indië kan vliegen. Ondertussen probeert Fokker, tot ergernis van zijn vader (Aus Greidanus Sr.), nog steeds zakendeals te sluiten met de Duitsers. |            |               |                                                            |              |               |                  |             |  |
| 2 | 2          | Pioniers      | Thomas van der Ree & Winchester McFly                      | Joram Lürsen |               | 25 oktober 2020  | 1.236.000   |  |
| Het jaar is 1920. De Koninklijke Luchtvaart Maatschappij wordt opgericht met Plesman aan het roer, tot grote ergernis van de raad van bestuur. Plesman heeft een kooporder geplaatst bij Fokker, maar Fokker is te druk bezig met Russische export en levert pas wanneer de raad van bestuur de druk opvoert. Fokker belooft om een passagiersvliegtuig te bouwen, maar smeert Plesman in werkelijkheid een Fokker F.II aan die illegaal in Duitsland is geproduceerd. Cornelis van Aalst (Hylke van Sprundel) van de raad van bestuur huurt liever vrachtvliegtuigen van de Engelsen dan hij in zee gaat met Fokker, maar op aandringen van Fokker saboteert Plesman de Engelse deal. Ondertussen staat Plesman onder druk van investeerders om in een maand tijd een postlijn op te starten. Hij ontdekt dat Fokker hem heeft bedrogen en herstelt de deal met de Engelsen. Fokker smokkelt daarop een prototype van zijn vliegtuig naar Nederland en kondigt publiekelijk de voltooiing van zijn 'Nederlandse' vliegtuig aan. |            |               |                                                            |              |               |                  |             |  |
| 3 | 3          | De race       | Thomas van der Ree, Pieter van den Berg & Winchester McFly | Joram Lürsen | 7,3           | 1 november 2020  | 1.170.000   |  |
| Het jaar is 1924. Plesman is ontevreden met de oplevering van de Fokker F.VII, maar kan Fokker niet persoonlijk confronteren omdat deze op reis is naar Dearborn (Michigan) voor een vliegtour georganiseerd door Ford Motor Company. Hier wordt hij verliefd op Violet Austman (Zita Téby). KLM staat op het randje van faillissement en Van Aalst stelt voor om de rol van algemeen directeur van Plesman over te nemen. Tot overmaat van ramp wordt na een teleurstellende vlucht naar Batavia de subsidieregeling door de overheid vroegtijdig beëindigd. Om zijn ontslag te voorkomen, gaat Plesman in zee met een nieuwe leverancier, Frits Koolhoven (Vincent Croiset), en eist een vervroegde testrit van een nieuw model, de NVI F.K.33. Het vliegtuig is echter nog niet gereed en stort neer bij deze testrit, waarbij de piloot om het leven komt. Plesman is zijn positie niet meer zeker, maar onverwachts komt Fokker tot de redding: hij ontmaskert Van Aalst als verrader die onder een hoedje speelt met een ander bedrijf. Plesman neemt daarop de rol van directeur over. |            |               |                                                            |              |               |                  |             |  |
| 4 | 4          | Suze & Violet | Thomas van der Ree, Joost Reijmers & Winchester McFly      | Joram Lürsen | 7,6           | 8 november 2020  | 1.121.000   |  |
| Het jaar is 1929. De beurskrach raakt KLM hard; Plesman werkt steeds harder om het bedrijf te redden van faillissement, maar dit zet zijn gezinsleven op het spel. Zijn vrouw Suze (Sanne Samina Hanssen) voelt dat ze niet meer op haar man kan rekenen, die dagelijks tot diep in de nacht werkt en zelden in een goed humeur is. Zonder weten van Plesman ruilt ze haar leven als huisvrouw in voor het nachtleven inclusief gigolo's. Ook in de Verenigde Staten lijdt Fokker onder de crisis en ziet zich genoodzaakt om zich bij een Amerikaans bedrijf te voegen. Hij is inmiddels getrouwd met Violet en woont met het haar samen in New York, maar is het merendeel van de tijd op zakenreis. Violet kampt met eenzaamheid en raakt verslaafd aan methamfetamine - destijds nog verkrijgbaar in de apotheek. Haar gezondheid gaat er stelselmatig op achteruit en ze lijdt een zenuwinzinking. Na een maand te hebben doorgebracht in het ziekenhuis keert ze terug naar haar appartement en pleegt zelfmoord door een sprong uit het raam. |            |               |                                                            |              |               |                  |             |  |
| 5 | 5          | Lift          | Thomas van der Ree & Winchester McFly                      | Joram Lürsen | 5,4           | 15 november 2020 | 862.000     |  |
| Het jaar is 1933. Fokker (Fedja van Huêt) is weer woonachtig in Nederland en worstelt met het verlies van zijn vrouw. Hij stort zich op het schrijven van een autobiografie, maar weigert om aan de schrijver (Tim Teunissen) iets los te laten over zijn liefdesleven. KLM kampt ondertussen met concurrentie van Pander en dreigt investeringen te verliezen. Plesman (Daan Schuurmans) gaat de strijd aan om een postvliegtuig te leveren die sneller dan Pander naar Batavia kan vliegen. Pander en KLM sturen nagenoeg tegelijkertijd een vliegtuig de lucht in waarmee een race tegen de klok begint. Na een noodlanding door Pander, landt piloot Iwan Smirnoff (Bas Heerkens) van KLM de Pelikaan uiteindelijk na 100 uur en 40 minuten als eerste in Batavia. Kort daarna leert Plesman over een nieuw type passagiersvliegtuig van de Douglas Aircraft Company, de Douglas DC-2. Hij is razend enthousiast over het type, maar mag contractueel enkel het nieuwe vliegtuig van Fokker afnemen, de Fokker F.XX. Plesman probeert Fokker ervan te overtuigen om samen te werken met Douglas, zodat KLM de Douglas DC-2 kan aanschaffen. Fokker doorziet Plesmans plan om hem het veld uit te werken en sluit zelf een deal waarmee hij de exclusieve verkooprechten voor de Europese markt vastlegt. |            |               |                                                            |              |               |                  |             |  |
| 6 | 6          | De Uiver      | Thomas van der Ree, Matthijs Bockting & Winchester McFly   | Joram Lürsen | 5,0           | 22 november 2020 | 802.000     |  |
| Het jaar is 1934. Plesman participeert met de Douglas DC-2 Uiver aan een luchtrace naar Australië, tot groot ergernis van Fokker, die het niets meer dan een ordinaire demonstratietruc vindt en vreest dat na een crash niemand meer met hem in zee wil gaan. Het lukt hem niet om de techniek achter de toestellen van Douglas te begrijpen, maar profiteert alsnog financieel van de zakendeal met Douglas. Plesman probeert Fokker het bedrijf uit te zetten met een bewering van Frits Fentener van Vlissingen (Victor Löw) dat Fokkers deal met Douglas nooit heeft plaatsgevonden, maar wanneer zijn leugen aan het licht komt, dreigt Plesmans ontslag. Ondertussen raakt de Uiver uit koers en maakt een noodlanding in Albury (Australië). Piloot Koene Dirk Parmentier (Lykele Muus) maakt de reis af en landt met succes in Melbourne. |            |               |                                                            |              |               |                  |             |  |
| 7 | 7          | De rampweek   | Thomas van der Ree, Joost Reijmers & Winchester McFly      | Joram Lürsen | 5,0           | 29 november 2020 | 797.000     |  |
| Het jaar is 1935. De Nationaal-Socialistische Beweging wint steeds meer aanhangers in Nederland; ook de KLM groeit hard. Plesman neemt steeds minder Fokkers af - die vanwege de houtconstructies als verouderd worden gezien - maar Fokker weigert om aan de steeds populairdere metaalbouw te beginnen. Ondertussen komt de reputatie van KLM op het spel te staan na een reeks crashes in een korte periode. Een ontevreden Fokker stapt uit wraak naar de pers om de KLM zwart te maken. Plesman beëindigt hierop per direct hun samenwerking, waarna Fokker besluit om terug naar de Verenigde Staten te verhuizen. Na het overlijden van zijn zoon en tevens piloot Jan (Coen Bril) bij een van die crashes, stelt Plesman een radicale verandering voor: hij wil investeren in het ontwikkelen van drukcabines zodat de vliegtuigen boven de wolken kunnen vliegen en daarmee geen crashgevaar oplopen bij noodweer. Het voorstel leidt tot een zakenreis naar de Verenigde Staten om de investeringen met Douglas te bespreken; onderweg deelt Plesman het bed met zijn secretaresse Neeltje (Laura de Boer) en pleegt daarmee overspel op zijn vrouw (Anniek Pheifer). |            |               |                                                            |              |               |                  |             |  |
| 8 | 8          | Vrede         | Thomas van der Ree, Joost Reijmers & Matthijs Bockting     | Joram Lürsen |               | 6 december 2020  | 779.000     |  |
| Voor het eerst maakt KLM winst, helaas vanwege de vluchtelingen die op de vlucht zijn voor de komende oorlog. Als alle luchtwegen zijn afgesloten, bedenkt Plesman een idealistisch plan om de vrede te bewaren, maar hij heeft Fokker nodig om het te realiseren. |            |               |                                                            |              |               |                  |             |  |

## Historische nauwkeurigheid
De serie is een romantisering van de geschiedenis. Veel van de geportretteerde gebeurtenissen hebben werkelijk plaatsgevonden, maar enkele zijn niet in de juiste historische context geplaatst. Zo overlijdt Jan Plesman, de zoon van Albert, in de serie bij een vliegtuigongeval op 20 juli 1935 met "de Stern" (in werkelijkheid was het de Gaai die toen verongelukte), in de Alpen. In werkelijkheid overleed Jan op 1 september 1944, toen zijn Spitfire van het 322 Dutch Squadron RAF door de Luftwaffe werd neergeschoten, waarschijnlijk ten noordoosten van Saint-Omer. Een andere zoon, Hans Plesman, kwam als gezagvoerder om het leven bij de crash van het KLM toestel "Roermond" in 1949.